# Сухова, Вера Викторовна
Ве́ра Ви́кторовна Су́хова (род. 9 июля 1963) — советская и российская легкоатлетка, специалистка по бегу на длинные дистанции, горному бегу, марафону. Выступала в 1986—2015 годах, чемпионка России по горному бегу, победительница и призёрка ряда крупных международных стартов на шоссе, участница чемпионата Европы в Хельсинки. Представляла Санкт-Петербург.

## Биография
Вера Сухова родилась 9 июля 1963 года. Занималась лёгкой атлетикой в Ленинграде.
Впервые заявила о себе на марафонской дистанции в апреле 1986 года, став восьмой на соревнованиях в Вильнюсе.
В 1988 году финишировала пятой на марафоне в Ужгороде, восьмой на чемпионате СССР по марафону в Таллине, с личным рекордом 2:30:09 одержала победу на марафоне в Белой Церкви.
После распада Советского Союза активно участвовала в различных коммерческих стартах на шоссе в Европе и США. Так, в 1992 году заняла 26-е место на Бостонском марафоне, была второй на Хельсинкском городском марафоне, седьмой на Реймсском марафоне.
В 1993 году стала девятой на Парижском марафоне, второй на Гамбургском марафоне, девятой на марафоне в Реймсе.
В 1994 году финишировала седьмой на Гамбургском марафоне. Благодаря череде удачных выступлений вошла в основной состав российской сборной и удостоилась права защищать честь страны на чемпионате Европы в Хельсинки — в программе марафона показала результат 2:51:09, расположившись в итоговом протоколе соревнований на 37-й строке. Также в этом сезоне превзошла всех соперниц на марафоне в Монреале.
В 1995 году была третьей на марафонах в Монреале и Лионе.
В 1996 году заняла 11-е место на Пражском марафоне.
В 1997 году стала четвёртой на марафоне в Бордо, третьей на Лозаннском марафоне.
В 1998 году победила на марафонах в Пезенасе и Реджо-Эмилии, была девятой на Белградском марафоне.
В 1999 году помимо прочего выиграла марафон в Аржантане.
В 2000 году финишировала четвёртой на марафоне в Ле-Туке, второй на марафоне в Орлеане, седьмой на марафоне в Реджо-Эмилии.
В 2001 году стала третьей на марафоне в Ле-Туке, первой на марафонах в Альби и Аржантане, третьей на марафоне в Орлеане.
В 2002 году выиграла марафон в Сент-Эгрев, пришла к финишу второй в Орлеане.
В 2004 году получила серебро на чемпионате России по горному бегу в Токсово, заняла 25-е место на горном Церматтском марафоне в Швейцарии.
В 2005 году вновь выиграла серебряную медаль на чемпионате России по горному бегу в Токсово.
В 2006 году победила на чемпионате России по горному бегу в Токсово.
В первой половине 2010-х годов добавила в послужной список ещё несколько побед на горных забегах во Франции.